# Kyohei Noborizato
Kyohei Noborizato (født 13. november 1990) er en japansk fodboldspiller.
Han har spillet for flere forskellige klubber i sin karriere, herunder Kawasaki Frontale.